# 龐廷群島

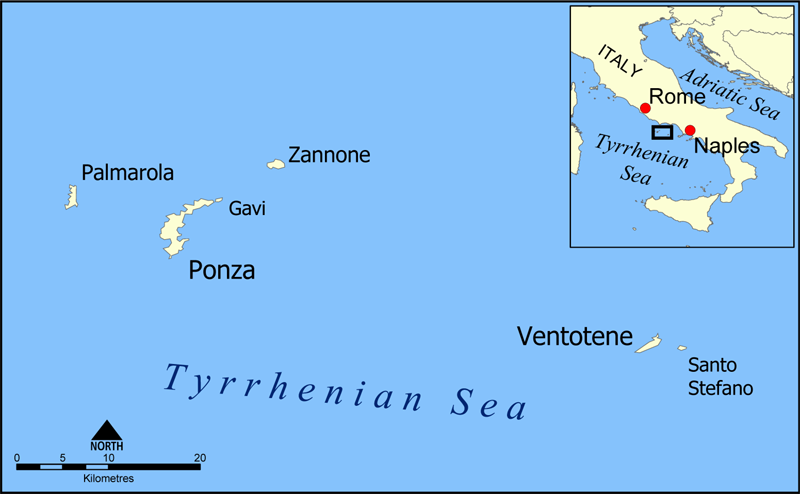

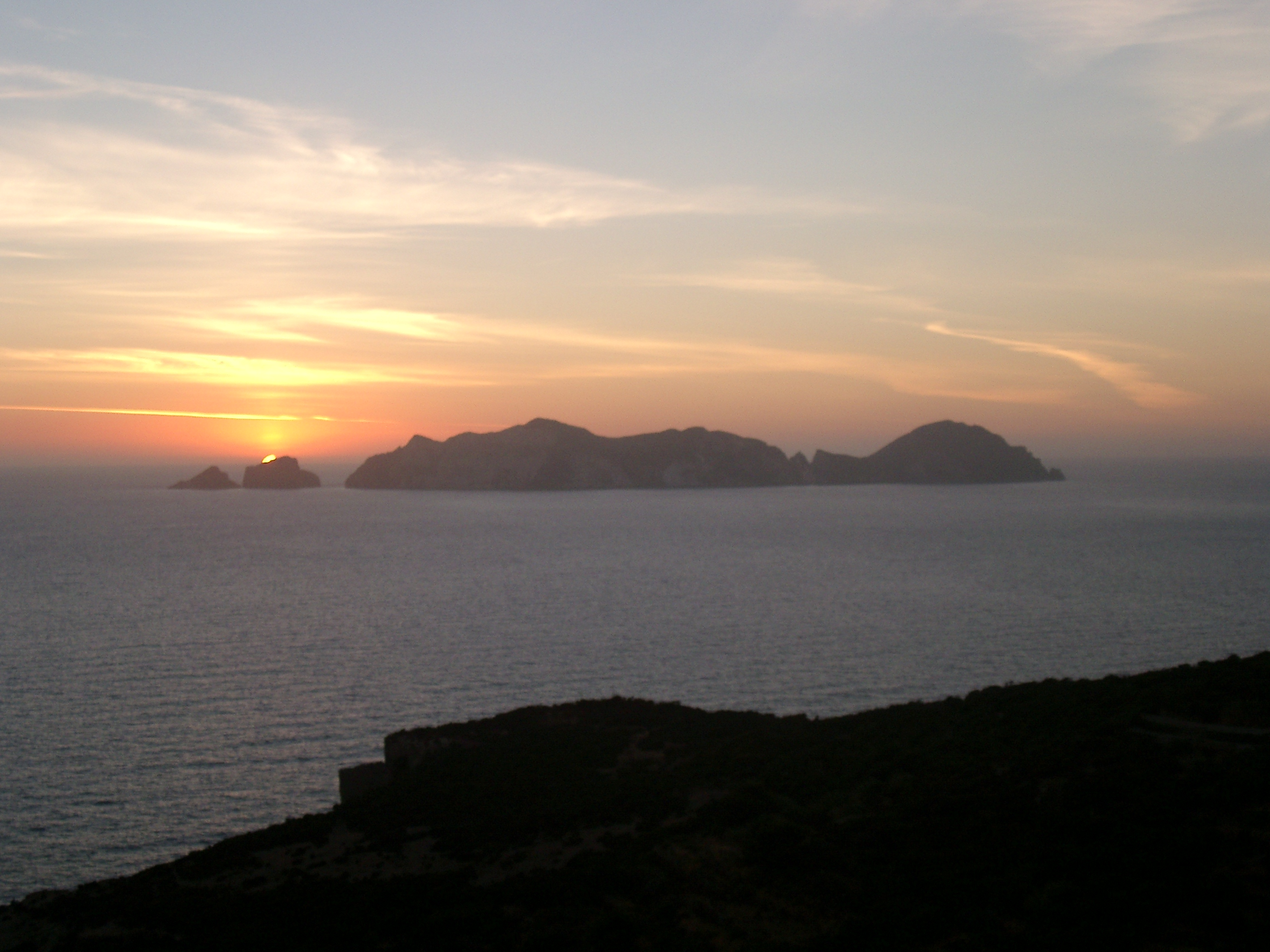

龐廷群島（意大利语：Isole Ponziane）是意大利的群島，位於第勒尼安海，由拉蒂納省負責管轄，由6座島嶼組成，總面積11.39平方公里，該群島自新石器時代有人類居住，2009年人口4,066。

## 外部連結
- Italian Government Tourist Board, Pontine Islands information

40°53′5″N 13°9′15″E / 40.88472°N 13.15417°E